# Circuit Rance Émeraude
Le Circuit Rance Émeraude est une course cycliste française disputée annuellement à Saint-Malo, dans le département d'Ille-et-Vilaine. Créée en 1984, elle est organisée par le ROC Malouin. 
L'édition 2011 est inscrite au calendrier national de la Fédération française de cyclisme. Faute de repreneur, la course disparaît en 2019. 

## Palmarès
| Année | Vainqueur           | Deuxième             | Troisième           |
| ----- | ------------------- | -------------------- | ------------------- |
| 1984  | Jacky Gesbert       |                      |                     |
| 1985  | Olivier Heuzé       |                      |                     |
| 1986  | François Rault      | P. Aoustin           | R. Leroux           |
| 1987  | Thierry Gouvenou    | Degouys              | Géry                |
| 1988  | Jacques Coualan     |                      |                     |
| 1989  | Samuel Gicquel      |                      |                     |
| 1990  | Olivier Alory       |                      |                     |
| 1991  | Samuel Dreux        |                      |                     |
| 1992  | Mickaël Lemardelé   |                      |                     |
| 1993  | Jean-François Ory   | Stéphan Ravaleu      | Stéphane Corlay     |
| 1994  | Jean-François Ory   | Le Ster              | Veille              |
| 1995  | Franck Simon        | Lebarbier            | Mongodin            |
| 1996  | Franck Hérembourg   | René Taillandier     | David Mahoudo       |
| 1997  | Philippe Le Bournot | Julien Simon         | David Mahoudo       |
| 1998  | Marc Vanacker       | Olivier Alory        | Sylvain Letaconnoux |
| 1999  | David Danion        | Hervé Arcade         | D. Meheust          |
| 2000  | Yves Delarue        | Samuel Le Gallais    | David Mahoudo       |
| 2001  | F. Marie            | R. Brochet           | Thierry Poisson     |
| 2002  | Pierre Cherbonnet   | Frédéric Juvaux      | Jean-Luc Campagnola |
| 2003  | Philippe Lemétayer  | Yoan Foucher         | Vincent Freudon     |
| 2004  | Guillaume Perrin    | David Bossard        | Patrice Payen       |
| 2005  | Grégory Guédon      | David Bossard        | Jonathan Pottier    |
| 2006  | Malween Bodin       | Patrice Payen        | Fabrice Dubost      |
| 2007  | Vincent Cantero     | Samuel Ardouin       | Alexis Lenoir       |
| 2008  | Romain Marchand     | Erwan Guianvarc'h    | Julien Jégou        |
| 2009  | Julien Mesnil       | Vincent Guégo        | Guillaume Perrin    |
| 2010  | Ludovic Poilvet     | Romain Paillard      | Samuel Ardouin      |
| 2011  | Freddy Bichot       | Christopher De Souza | Alexandre Lemair    |
| 2012  | Enric Lebars        | Mike Granger         | Nicolas Tocqué      |
| 2013  | James McLaughlin    | Jonathan Masson      | Enric Lebars        |
| 2014  | Erwan Brenterch     | William Le Corre     | Simon Gouédard      |
| 2015, | Valentin Hue        | Florian Richeux      | Miguel Fillaut      |
| 2016  | Alexis Hamel        | Antoine Prod'homme   | Gaëtan Lemoine      |
| 2017, | Valentin Ferron     | Louis Modell         | Aurélien Daniel     |
| 2018  | Mike Granger        | Clément Bommé        | Antoine Prod'homme  |